# Стоян Апостолов
Стоян Иванов Апостолов е български състезател по борба класически стил.

## Биография
Роден е на 6 януари 1946 година в с. Здравец. Участва на летните олимпиади в Мексико 1968 и Мюнхен 1972. В Мюнхен печели сребърен медал по борба в категория до 68 кг. Има две четвърти места на европейските първенства през 1970 и 1972, едно четвърто място на световното първенство през 1971 година, носител на златен пояс „Никола Петров“ 1974.